# Orthorhynchus scalaris
Orthorhynchus scalaris is een keversoort uit de familie Belidae. De wetenschappelijke naam van de soort is voor het eerst geldig gepubliceerd in 1848 door Germar.